# Simon Jefferies
Simon Jefferies (* 11. Juli 1955 in Nottingham) ist ein ehemaliger britischer Steuermann im Rudern. 

## Sportliche Karriere
Der 1,70 m große Simon Jefferies steuerte 1975 bei den Weltmeisterschaften in seiner Heimatstadt Nottingham den britischen Achter, der den neunten Platz belegte. Fünf Jahre später gewann er mit dem Leichtgewichts-Achter den Titel bei den Weltmeisterschaften 1980 in Hazewinkel. Auch bei den Weltmeisterschaften 1984 in Montreal steuerte Jefferies den britischen Leichtgewichts-Achter, der dieses Mal den sechsten Platz belegte.
Bei seiner einzigen Olympiateilnahme 1988 in Seoul steuerte Jefferies den britischen Achter, der in der Besetzung Richard Stanhope, Anton Obholzer, Peter Beaumont, Gavin Stewart, Terence Dillon, Salih Hassan, Stephen Turner, Nicholas Burfitt und Simon Jefferies antrat. Die Briten belegten im Vorlauf den dritten Platz hinter dem Boot aus der UdSSR und den Kanadiern, gewannen aber ihren Hoffnungslauf. Im Finale siegte der Deutschland-Achter vor dem Boot aus der UdSSR und dem Boot aus den Vereinigten Staaten. Drei Sekunden hinter dem US-Boot belegten die Briten den vierten Platz.
Simon Jefferies startete für den Leander Club aus Henley-on-Thames.